# Nieroth
Nieroth är en svensk adelsätt, med ursprung från Estland. Den inkom troligen dit från Tyskland med Johan van Nuwerode som 1486 var tyska ordens fogde i Jerwen.

## Historik
Flera grenar har i omgångar blivit naturaliserade i Sverige. Johan Nieroth (död 1545) var godsägare i Estland. Hans son Johan Nieroth bosatte sig i Gladhammars socken utanför Kalmar och i sin tur far till Johan Nieroth som var kaptenmajor vid Kalmar regemente och övervaktmästare vid Kronobergs regemente. Ättlingarna till hans äldre son Svickert Nieroth adlades 1654 Gyllenieroth. Hans yngre son Johan Nieroth adlades 1648 von Nieroth som ätt nummer 529 (senare ändrat till 564). Ätten von Nieroth har inget känt samband med övriga Nierothätter och har fört ett annat vapen. Med tanke på att de inkommit från Estland, och att Carl Nieroth som naturaliserades 1693 såg denna ätt som en gren av sin är det troligt att de har ett gemensamt ursprung. Ätten utslocknade på 1700-talet, möjligen 1761.
Magnus Nieroth (död 1638) var ståthållare i Wittensten och Reval, samt landshövding i Kexholms län. Han blev far till Carl Nieroth, som 1693 naturaliserades som svensk adelsman, 1706 erhöll grevlig värdighet och 1719 introducerades på riddarhuset som grevlig ätt nummer 52. Otto Nieroth var kusin till Magnus Nieroth som var ryttmästare i svenska armén och lantråd i Estland. Hans son Magnus Wilhelm Nieroth inträdde i svensk militärtjänst 1689 och blev samma år friherre och introducerad på riddarhuset som friherrlig ätt nummer 90. Han tjänstgjorde som överste i Reval vid stadens kapitulation och valde att stanna kvar där och trädde i stället i rysk tjänst.
Baltzar August Carl von Nieroth blev 1818 naturaliserad svensk adelsman och 1820 introducerad som adlig ätt nummer 2274. Han härstammade ifrån Jakob von Nieroth som under 1600-talet bodde strax utanför Greifswald. Släktskapet med övriga grenar är okänt. Vid hans död 1842 upphöjdes ätten till friherrlig värdighet på nummer 372. Släkten utslocknade 1883.